# Franz Wiegele (slikar)
Franz Wiegele (* 23. februar 1887 v Čajni v Ziljski dolini na avstrijskem Južnem Koroškem; † 17. december 1944 v svojem rojstnem kraju) je bil avstrijski, koroško slovenski ekspresionistični slikar in eden od štirih članov skupine, ki je bila pozneje znana kot Čajnski krog.
Skupaj z mlajšim bratom Alfredom (1892-1979) je med letoma 1807 in 1900 obiskoval nižjo gimnazijo v Trstu in se šele leta 1900 prepisal na realno gimnazijo v Celovcu. Med letoma 1907 in 1911 je študiral na Akademiji za likovno umetnost na Dunaju. Tam je spoznal Antona Koliga; skupaj s Sebastianom Iseppom, Antonom Faistauerjem, Egonom Schielejem in Albertom Parisom Güterslohom se je leta 1909 prvič javno predstavil na razstavi na Dunaju (v skupini „Neukunstgruppe“ pod vodstvom Egona Schieleja.
Skupaj s Sebastianom Iseppom ((1884-1954), Antonom Koligom (1886-1950) in Antonom Mahringerjem (1902-1974) so ti štirje slikarji tvorili skupino Čajnski krog.
Leta 1911 je Wiegele sodeloval na „Posebni razstavi slikarstva in kiparstva“ ("Sonderausstellung für Malerei unsd Plastik") v okviru Dunajskega Hagenbunda, ki je bila označena kot prelomna. Njegovo delo Akt v gozdu je vzbudilo nezadovoljstvo prestolonaslednika Franca Ferdinanda. Leta 1912 so Wiegele in drugi prejeli štipendijo za študij v Parizu. Po več potovanjih so ga Francozi med Prvo svetovno vojno na pustolovskem potovanju po Sahari od Sebdouja do Laghouata zajeli kot vojnega ujetnika. Do leta 1925 je delal v Zürichu, kjer je leta 1919 napisal tudi svoje glavno delo „Die Grüne“. Leta 1925 se je vrnil v Čajno, kjer se je posvetil tudi kiparstvu in ustvarjal portretne doprsne kipe.
Po razstavah v Švici je sodeloval na razstavah v Pittsburghu, Bruslju in Benetkah.
S svojimi portreti in ženskimi akti je postal eden od pionirjev modernega slikarstva v Avstriji.
V literaturi je le nekaj omemb njenih koroško slovenskih jezikovnih korenin, zlasti ker je treba Čajno, tako kot druge vasi v Spodnji Ziljski dolini, v tistem času obravnavati kot dvojezično, prav tako kot župnijo Čače, ki ji Čajna pripada.  V času nacizma naj bi „javno in demonstrativno uporabljal slovenščino“. V intervjuju, v katerem navaja otroške spomine svoje babice, ki je bila v sorodu z Wiegelejem iz leta 2013 je Katharina Herzmansky »potrdila, da je v vsakdanjem življenju govoril tudi slovensko«   V zbirki Avstrijske galerije Belvedere se nahaja oljnata slika z naslovom „Ziljanki“, ki prikazuje dve mladi ženski v značilni koroško-slovenski ziljski noši, ki sedita na kavču.
Umrl je v svojem ateljeju v Čajni 17. decembra 1944 med zračnim bombardiranjem; mnoga njegova dela so tedaj bila uničena.
Leta 1954 so po njem poimenovali cesto Wiegelestraße v dunajskem mestnem okraju Liesing. Leta 1998 je Čajnski krog v hiši njegovih staršev ustanovil muzej.